# Silvaner
Silvaner er en hvidvinsdrue, som først og fremmest dyrkes i Alsace og Tyskland, hvor dens officielle navne er Grüner Silvaner. I Tyskland kendes den bedst i Liebfraumilch, og produktionen nåede sit højdepunkt i 1970'erne – i høj grad på bekostning af kvaliteten. Den har dog længe haft et bedre ry i Franken end i andre tyske vinregioner. Hvor Silvaner fra Alsace tidligere opfattedes som mere simpel vin, blev den i 2006 godkendt som en af de sorter, der kan bruges til at producere Alsace Grand Cru sammen med de fire 'ædle druer' fra Alsace, omend kun fra vinmarken Zotzenberg.
Denne dikotomi kan forklares ved bl.a. druens neutrale smag, som på den ene side kan føre til smagløshed, hvis ikke høstudbyttet nøje kontrolleres. På den anden side udgør dette også en tom tavle for jordbundsforholdenes udtryk, og på gode lokaliteter og med erfaren vinifikation kan Silvaner skabe elegante vine. Den har megen syre og når helt naturligt en høj mostvægt. Den blandes også med andre sorter som Riesling og Elbling og bruges også til dessertvin.
Ikke blot i Franken, men i alle tyske vinregioner blev der for knap tre årtier siden produceret mere Silvaner end Riesling. Druen og regionen var nærmest synonymer. Silvaner kan volde problemer i vinmarken og giver ikke enormt stort udbytte, hvorfor dens popularitet dalede med udbredelsen af nye krydsninger, f.eks. Müller-Thurgau, Scheurebe og Rieslaner.
Vin fra Franken hældes ofte på flaske af typen Bocksbeutel.